# Widerstandsnest 62

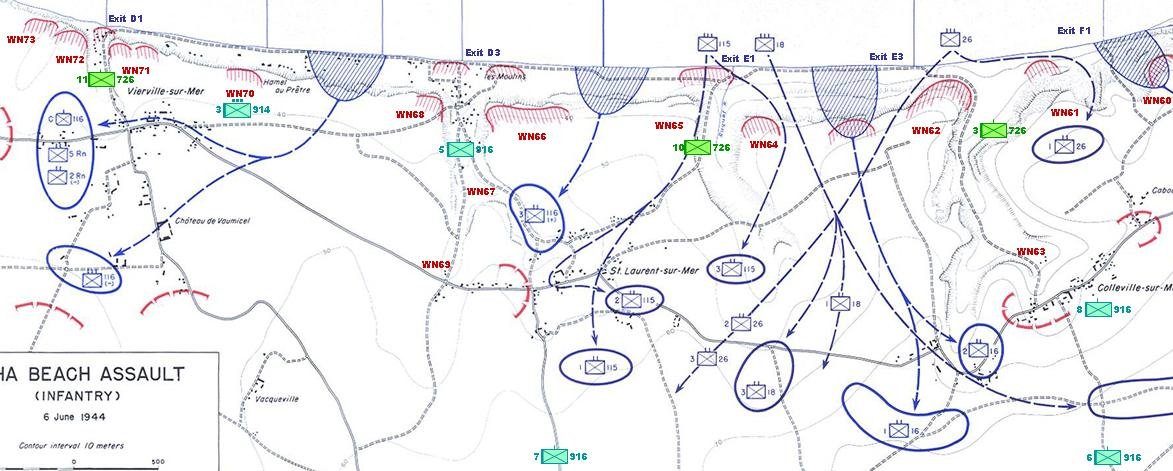
Mapa plaży „Omaha” z położeniem Gniazda Oporu 62 (WN 62)

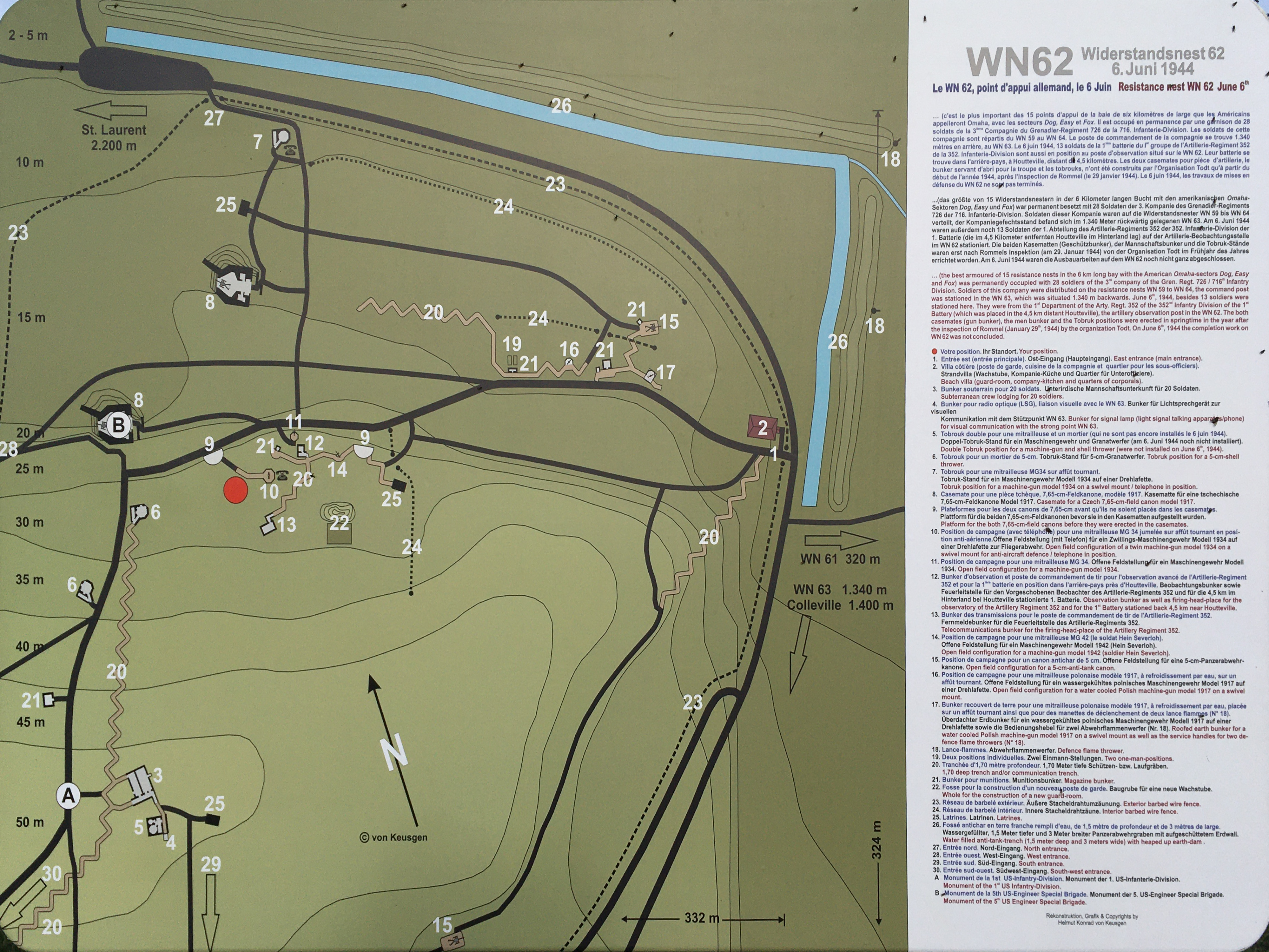
Tablica informacyjna o Gnieździe Oporu 62

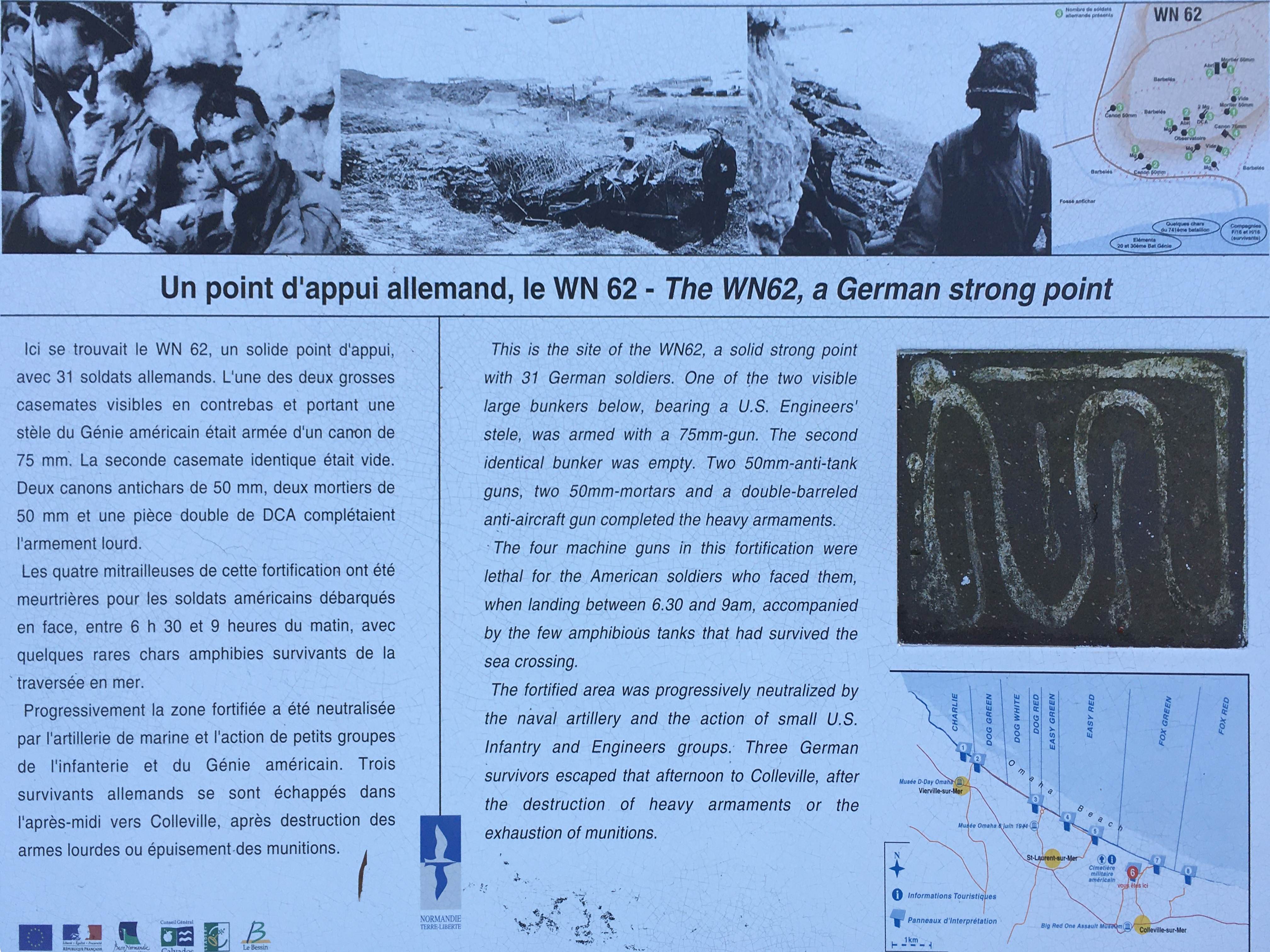
Opis Gniazda Oporu 62 po francusku i angielsku

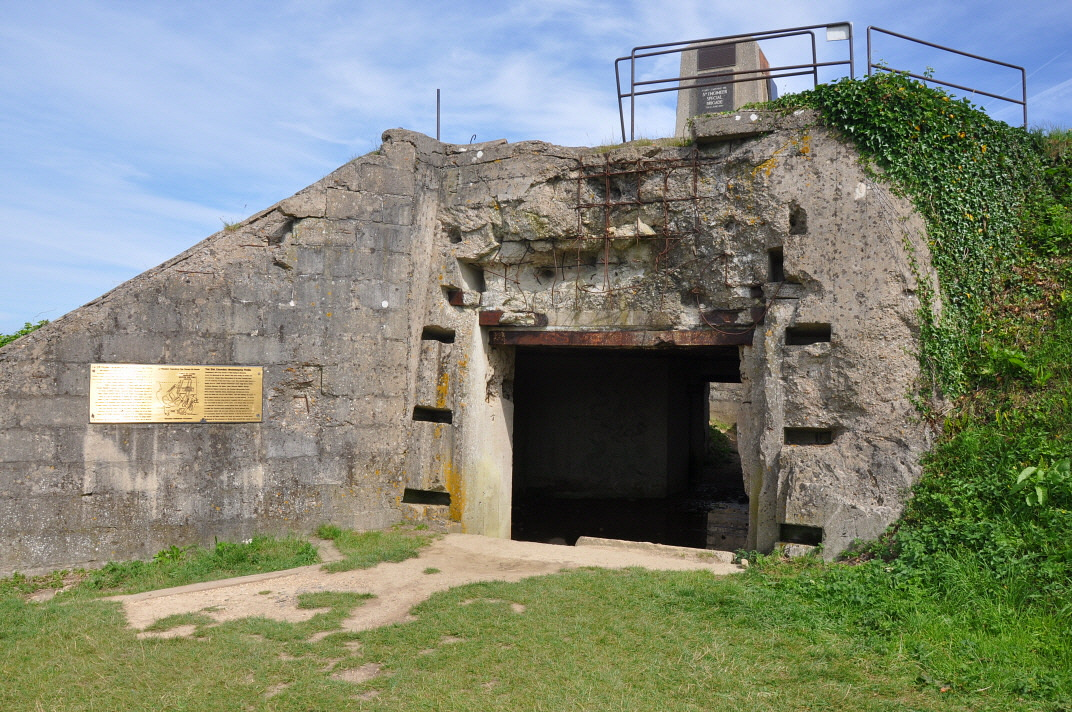
Bunkier Gniazda Oporu 62

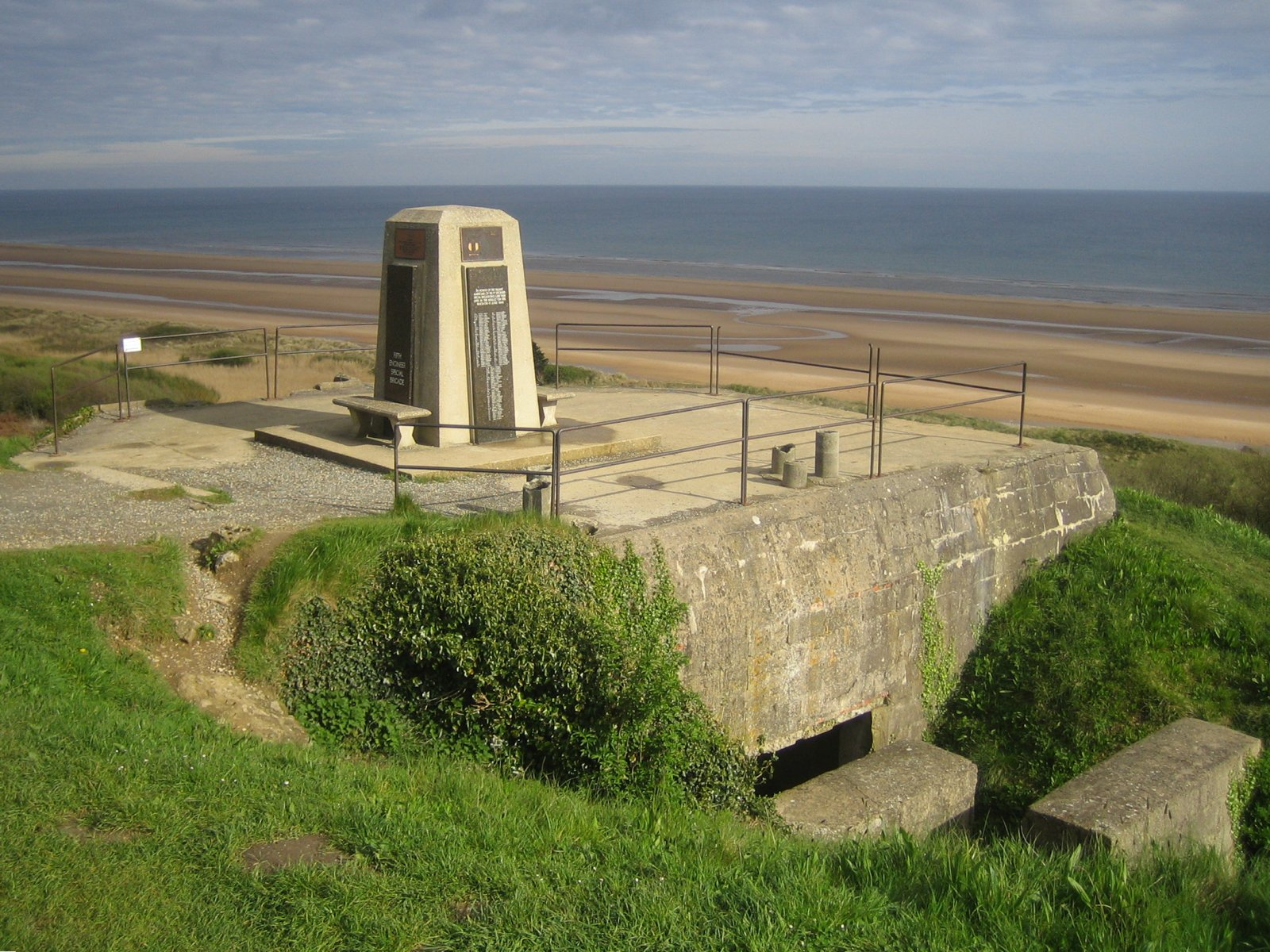
Pomnik amerykańskiej 5 Specjalnej Brygady Inżynieryjnej na niemieckim bunkrze Gniazda Oporu 62

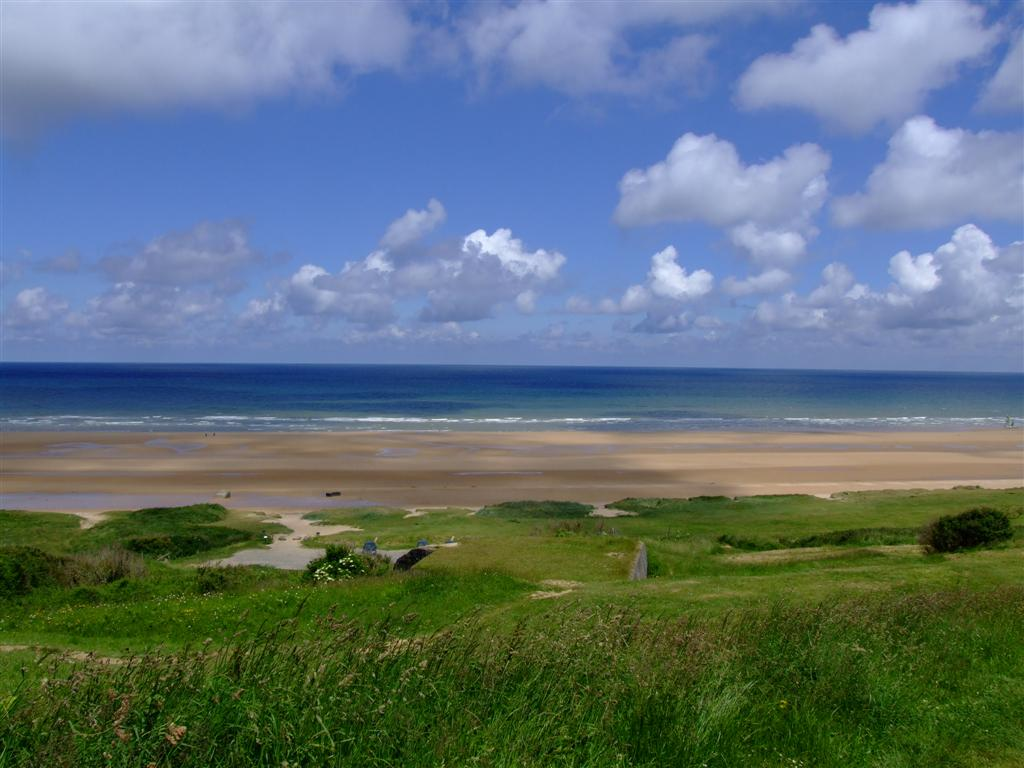
Widok z pozycji Heinricha Severloha na plaży „Omaha” (czerwiec 2008)

Widerstandsnest 62 (w skrócie WN 62, pol. Gniazdo Oporu 62) – niemiecka ufortyfikowana pozycja obrony z czasów II wojny światowej, usytuowana na wybrzeżu Normandii jako część Wału Atlantyckiego. Sława tej pozycji wynika z faktu, że amerykańskie oddziały desantowe, które wylądowały tam w czerwcu 1944 roku w ramach operacji Overlord, poniosły ogromne straty w wyniku ostrzału prowadzonego z tej pozycji.

## Pozycja
Gniazdo Oporu 62 obejmowało obszar o wymiarach około 332 × 324 metry, położony w odległości około 50–100 metrów od linii brzegowej. Znajdowało się około kilometra na północ od Colleville-sur-Mer, na wapiennym wzniesieniu, które wznosiło się około 20 stopni w kierunku głębi lądu. Różne stanowiska i budowle tej pozycji znajdowały się na wysokości od 10 do 50 metrów nad poziomem morza i umożliwiały stosunkowo dobry widok na plażę znajdującą się przed nią. Kiedy rozpoczęła się operacja Overlord, obszar Gniazda Oporu 62 znajdował się w odcinku amerykańskiego desantu na plaży „Omaha”. To było na granicy podsektorów Easy Red i Fox Green.

## Uzbrojenie
Pozycja była ograniczona od strony wybrzeża wypełnionym wodą rowem przeciwpancernym o długości 300 metrów, szerokości 4 metrów i głębokości 1,7 metra. Cały obszar pozycji był chroniony zasiekami z drutu kolczastego. Znajdowała się na niej następująca broń defensywna:
- dwie zdobyczne czechosłowackie armaty polowe 7,65 cm FK,
- dwie armaty przeciwpancerne 5 cm PaK 38,
- dwa lekkie granatniki l.Gr.W.36,
- dwa zdobyczne, chłodzone wodą, polskie karabiny maszynowe wz. 30 (jeden z nich w bunkrze ziemnym),
- zwykły (jednolufowy) karabin maszynowy MG 34,
- bliźniacze MG 34 (dwie lufy obok siebie) do obrony przed nisko lecącymi samolotami wroga,
- jeden karabin maszynowy MG 42 do ostrzału odkrytego terenu,
- jeden MG 42 na uchwycie obrotowym w bunkrze[1].

Znajdowało się tu także stanowisko rozpoznania artyleryjskiego i dwa stacjonarne, forteczne miotacze ognia. Przedpole pozycji, podobnie jak wiele innych miejsc na wybrzeżu Normandii, było wypełnione przeszkodami. Niektóre z tych barier zostały zainstalowane tak, że podczas przypływu znajdowały się poniżej linii wodnej. Celem było dopilnowanie, aby wrogie okręty desantowe osiadły na mieliźnie i jeśli to możliwe, spowodowały ich wywrócenie się. Teren przed Gniazdem Oporu 62 był dodatkowo chroniony przez miny lądowe.

## Załoga
Załoga Gniazda Oporu 62 składała się z członków 3 kompanii 726 pułku grenadierów 716 Dywizji Piechoty (28 żołnierzy) oraz członków 1 baterii 352 pułku artylerii 352 Dywizji Piechoty (13 żołnierzy). W sumie było tylko 41 żołnierzy (z których co najmniej 18 przeżyło amerykański atak). Głównym zadaniem 13 żołnierzy 352 Dywizji Piechoty było kierowanie ogniem artyleryjskim z baterii dział znajdujących się w głębi lądu. Do tej pozycji przydzieleni byli między innymi:
- porucznik Bernhard Frerking (oficer kierowania ogniem), który został postrzelony w głowę 6 czerwca 1944 roku po południu, podczas wycofywania się z pozycji,
- gefrajter Heinrich Severloh (żołnierz porucznika Frerkinga, jako strzelec na stanowisku karabinu maszynowego MG 42),
- gefrajter Franz Gockel (strzelec na stanowisku zdobycznego polskiego karabinu maszynowego wz. 30).

## 6 czerwca 1944
Gniazdo Oporu 62, podobnie jak pozostałych 14 gniazd na plaży „Omaha”, zostało zaatakowane przez amerykańskie bombowce Consolidated B-24 Liberator wczesnym rankiem 6 czerwca 1944 roku, które dokonały zniszczeń szczególnie w południowej, śródlądowej części pozycji. Następnie brytyjskie i amerykańskie okręty ostrzelały przyszłe strefy lądowania. Około godziny 6:30 pierwsza z jedenastu fal amerykańskich żołnierzy desantowych zbliżyła się do plaży przed Gniazdem Oporu 62. Ogień artyleryjski skierowany z pozycji, a w szczególności ogień z karabinu maszynowego MG 42 gefrajtra Heinricha Severloha, który wystrzelił około 12 000 sztuk amunicji, spowodował zniszczenia, zadając ogromne straty oddziałom desantowym. Oprócz ostrzału z karabinów maszynowych, Severloh i Gockel oddali po 400 pojedynczych strzałów z karabinów Mauser Gew98 w kierunku amerykańskich żołnierzy. Około godziny 15:30 ostatni ocalali opuścili pozycję i wycofali się w głąb lądu do Gniazda Oporu 63, które wbrew oficjalnej nazwie było jedynie bunkrem będącym stanowiskiem dowodzenia, bez ambrazur i zainstalowanej broni. Ci, którzy przeżyli, dotarli do bunkra o godzinie 16:30.

## Aktualny stan
Niektóre stanowiska Gniazda Oporu 62 można oglądać do dziś, zwłaszcza pozostałości tych wykonanych z betonu.